# NGC 3889
NGC 3889 is een lensvormig sterrenstelsel in het sterrenbeeld Grote Beer. Het hemelobject werd op 1 april 1878 ontdekt door de Ierse astronoom Lawrence Parsons.

## Synoniemen
- MCG 9-19-191
- DRCG 24-45
- PGC 36819